# Fréthun
Fréthun é uma comuna francesa na região administrativa de Altos da França, no departamento de Pas-de-Calais. Estende-se por uma área de 7,92 km². Em 2010 a comuna tinha 1 369 habitantes (densidade: 172,9 hab./km²).